# Begonia boisiana
Espèce
Begonia boisiana est une espèce de plantes de la famille des Begoniaceae. Ce bégonia arbustif est originaire du Viet Nam. L'espèce a été décrite en 1919 par François Gagnepain (1866-1952).
L'épithète spécifique boisiana, qui signifie « de Bois », fut donné en hommage au botaniste et agronome français Désiré Bois (1856-1946) qui fut notamment assistant de François Gagnepain et rédacteur en chef de la Revue horticole,,. 

## Description

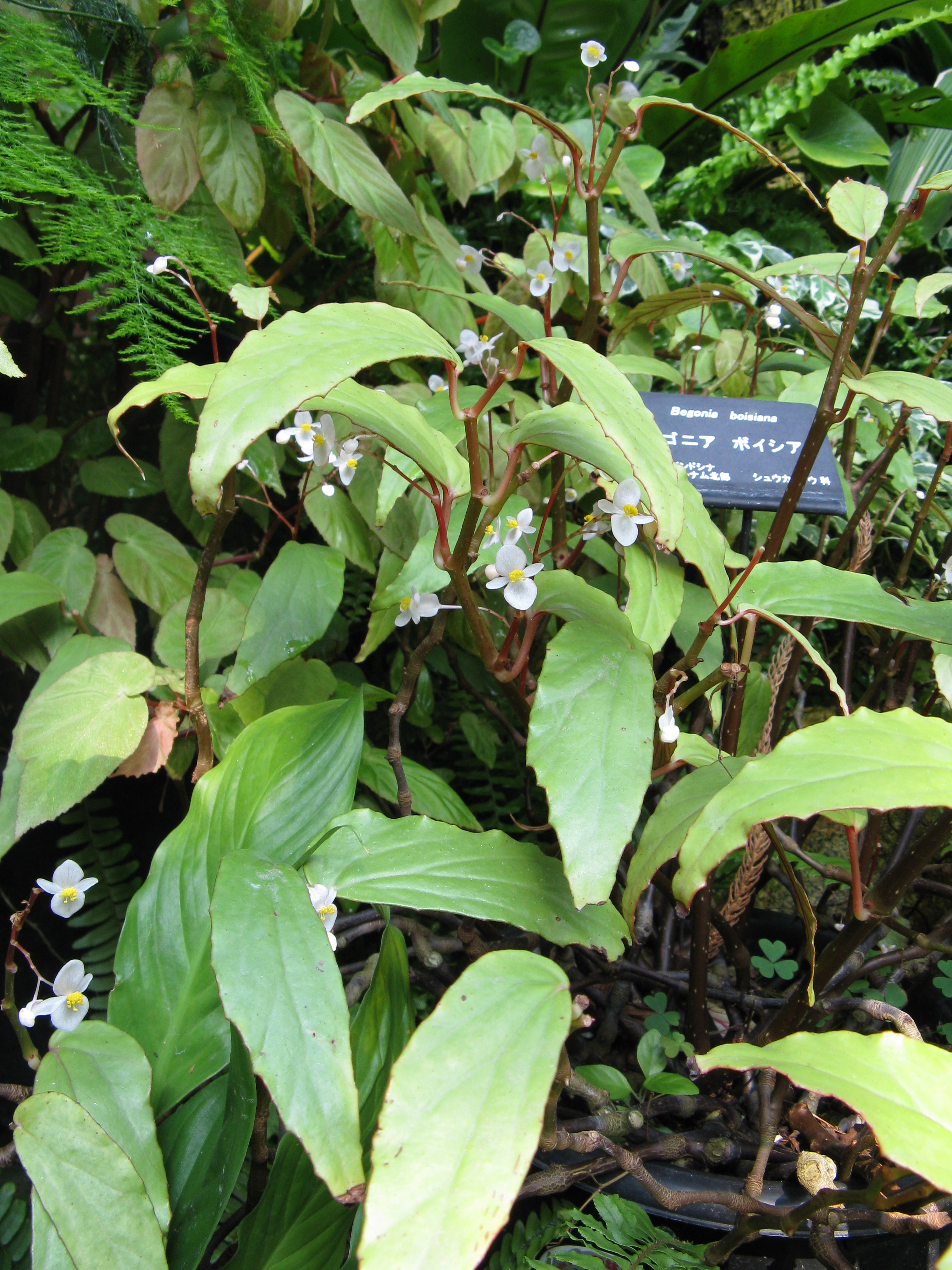
Vue d'ensemble.
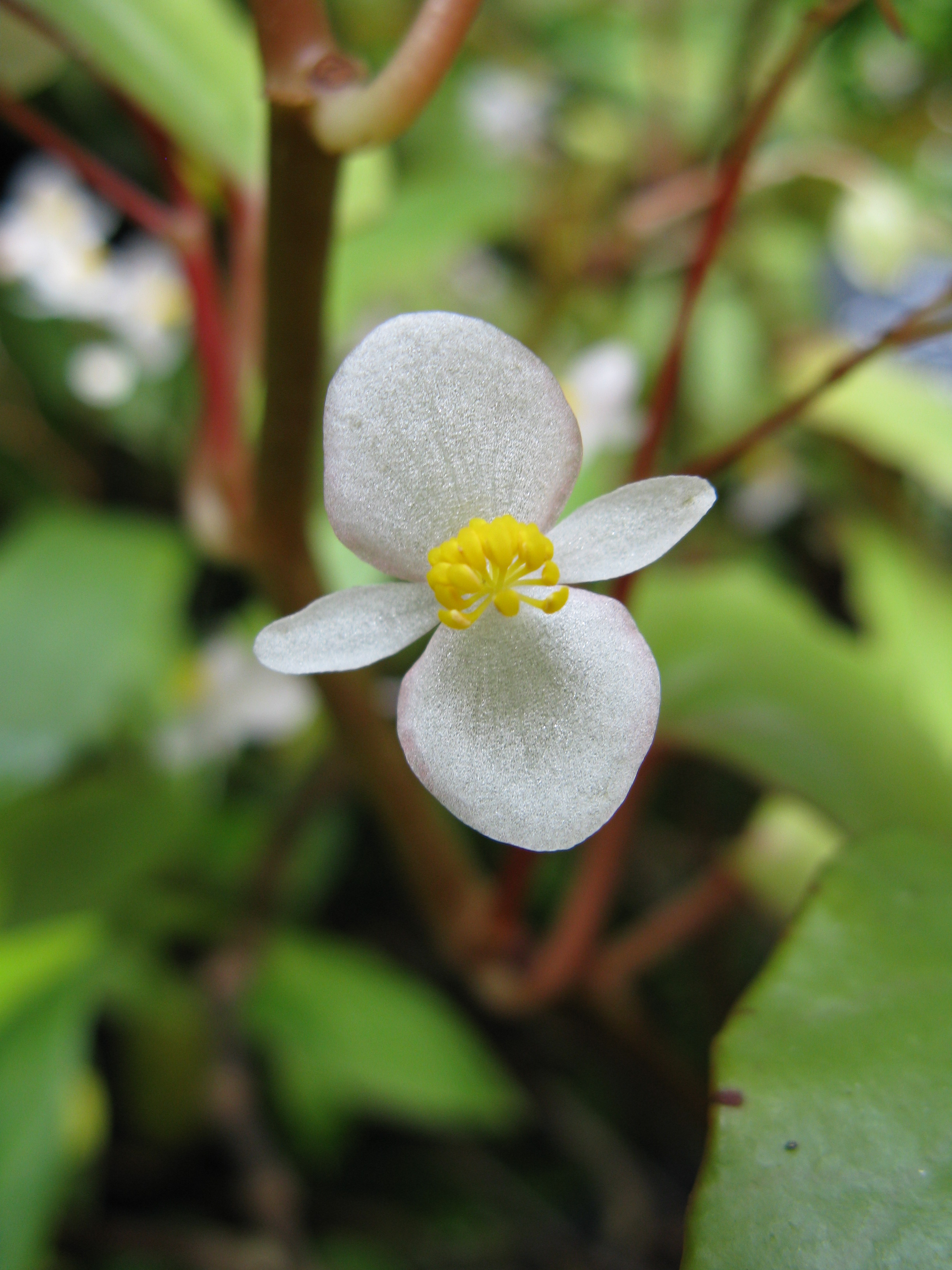
Une fleur.

## Répartition géographique
Cette espèce est originaire du pays suivant : Viet Nam.